# Szent Paraszkiva-fatemplom (Mezőszilvás)
A mezőszilvási Szent Paraszkiva-fatemplom műemlékké nyilvánított épület Romániában, Beszterce-Naszód megyében. A romániai műemlékek jegyzékében a  BN-II-a-A-01702 sorszámon szerepel.